# Prophet (альбом)
Prophet (с англ. — «Пророк») — первый студийный альбом американской хард-рок-группы Prophet, выпущенный 14 августа 1985 года в США, а также 20 сентября в Японии. Единственный с участием вокалиста Дина Фазано и барабанщика Теда Поли.

## Об альбоме
Альбом был записан в течение полугода: с января по июнь 1985 года. В каждой из студий музыканты записывались по полтора месяца.
«Prophet» хорошо продавался в Европе, и после этого группа выпустила сингл «Everything You Are», на который также был снят видеоклип.
Однако, несмотря то, что Фазано пел в видеоклипе, он исполнил лишь половину песен в альбоме.
«Slow Down» была исполнена Скоттом Метаксасом в первых частях куплета и припева, основная часть — Поли, и бридж — Фазано. Метаксас здесь сыграл на акустической гитаре, при этом используя бас-педали.

## Список композиций
Все примечания взяты из оригинального LP.
Слова и музыка всех песен — Кен Дубман и Скотт Метаксас (@), если не указано иное.
| №  | Название             | Автор(ы)       | Ведущий вокал                                    | Длительность |
| -- | -------------------- | -------------- | ------------------------------------------------ | ------------ |
| 1. | «Street Secrets»     | Скотт Метаксас | Дин Фазано                                       | 5:10         |
| 2. | «Heart of the Night» |                | Тед Поли                                         | 3:59         |
| 3. | «Away From You»      | Метаксас       | Фазано                                           | 4:19         |
| 4. | «Slow Down»          |                | Метаксас (куплет и припев), Поли, Фазано (бридж) | 5:16         |

| №                   | Название             | Автор(ы)                                                          | Ведущий вокал       | Длительность |
| ------------------- | -------------------- | ----------------------------------------------------------------- | ------------------- | ------------ |
| 5.                  | «Power Play»         |                                                                   | Фазано              | 3:54         |
| 6.                  | «Everything You Are» | Анджела Каппелли, Майкл и Ричард Берарди, Джо Зуйковски, Метаксас | Фазано              | 4:27         |
| 7.                  | «It’s Real»          | Метаксас                                                          | Поли                | 3:16         |
| 8.                  | «Sail Away»          |                                                                   | Фазано              | 3:33         |
| 9.                  | «Listen To Ya'»      | @, Поли                                                           | Поли                | 4:29         |
| Общая длительность: | Общая длительность:  | Общая длительность:                                               | Общая длительность: | 38:23        |

## Участники записи
Все примечания взяты из оригинального LP.
Prophet
- Дин Фазано — ведущий и бэк-вокал
- Кен Дубман — гитара
- Скотт Метаксас — бас (кроме «Slow Down»), акустическая гитара и бас-педали («Slow Down»), ведущий и бэк-вокал
- Джо Зуйковски — клавишные
- Тед Поли — ударные, ведущий и бэк-вокал

Производство
- Барри Харрис — продюсер, инженеринг
- Эндрю Янсон — арт-директор
- Джина Вивола — дизайн
- Эл Терер, Брэд Кокер, Кэрил Уилер, Джон Хегедес, Марк Смит, Рик О’Нил — ассистенты инженера
- Лонни Симмонс — исполнительный продюсер
- Стью Рик — менеджмент
- Деннис Мёрфи — роуд-менеджер
- Боб Людвиг — мастеринг
- Дейв Уиттман — микширование
- Кайл Мартин — фотография
- Йонас Эразми — ассистент фотографа
- Bearsville, Broccoli Rabe, 8 Mile Road, Total Experience — студии звукозаписи
- Masterdisk Studios — микширование
- Larrabee Sound Studios — сведение